# 脆莓公园
脆莓公园是由瓦科·奥古恩和罗杰·布莱克创作的美国网络成人动画情景喜剧。该剧由奥古恩、布莱克和喜剧演员丹尼尔·托什执行制作，讲述了一群公园管理员在虚构的脆莓公园中的日常生活。

## 剧情简介
该系列讲述了一群公园管理员在伊利诺伊州的无漂移地区黑泽尔赫斯特附近虚构的布里克贝里国家公园（Brickleberry National Park）里的生活日常。

## 剧集
| 季數 | 集数 | 集数 | 首播日期      | 首播日期       |
| 季數 | 集数 | 集数 | 首映          | 季终           |
| ---- | ---- | ---- | ------------- | -------------- |
| 1    | 10   | 10   | 2012年9月25日 | 2012年12月4日  |
| 2    | 13   | 13   | 2013年9月3日  | 2013年11月26日 |
| 3    | 13   | 13   | 2014年9月16日 | 2015年4月14日  |

## 因跨界作品而取消
在该剧播出三季后的2015年1月7日，喜剧中心决定不再续订该剧。因为另一部作品《天堂镇警局》同样也是由奥古恩、布莱克创作，于2018年首播。由于前言、人物和配音演员相似，被视为脆莓公园的作品致敬。脆莓公园的公园管理员在第二季中被提及，天堂镇警局第二季的特点是两剧之间“最不必要的跨界作品”，其中揭示了兰德尔·克劳福德局长（Randall Crawford）和伍迪（Woody）是表兄弟。